# والتر مک‌نیکول
والتر مک‌نیکول (انگلیسی: Walter McNicoll; ۲۷ مهٔ ۱۸۷۷ – ۲۴ دسامبر ۱۹۴۷) آموزگار، سرباز و سیاستمدار اهل استرالیا بود. وی همچنین برندهٔ جوایزی همچون نشان امپراتوری بریتانیا و نشان حمام شده‌است.